# Аттіс
А́ттіс (грец. Ἄττης, εω і Ἄττις, ιδος ὁ) — кілька можливих значень:

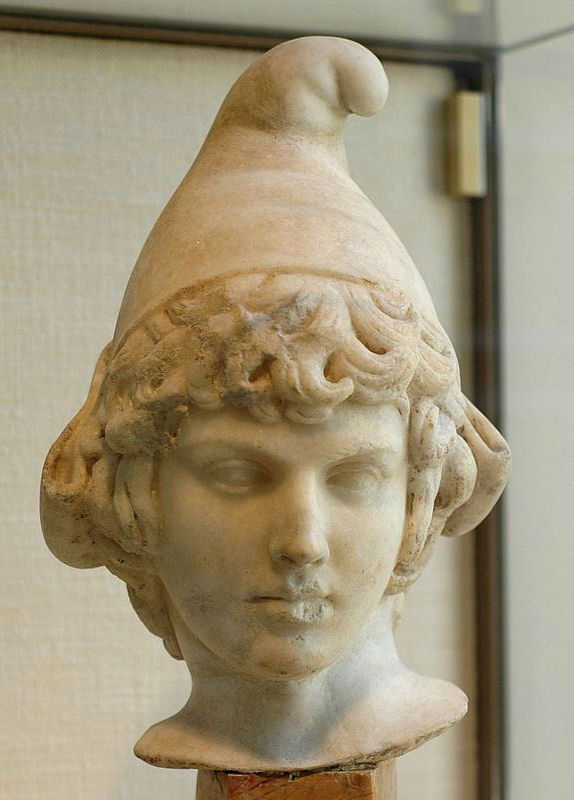
Аттіс

1) син фригійського володаря Калавса, культ якого пов’язувався з культом Реї Кібели і особливо процвітав у Пергамі. Німфа Нана зачала Аттіса від плода мигдалевого (варіант: гранатового) дерева (мотив народження божества непорочною дівою). За переказом, Аттіс був першим жерцем Кібели і її коханцем. За велінням Зевса на полюванні його поранив вепр, але на прохання Кібели воскресили боги. За фригійським переказом, Кібела з ревнощів наслала на Аттіс божевілля, він оскопив себе й помер. Після смерті Аттіс відродився у вигляді сосни (варіант: фігового дерева). Культ Аттіса 204 р. до н. е. перенесено до Риму. Святкування на його честь проходило навесні. 25 березня при церемонії похорону Аттіса запалювали ясне світло, жрець проголошував воскресіння бога і сум змінювався радощами. Потім відбувалось обмивання зображень Аттіса й Кібели в річці. Обряди включали священні трапези з хліба й вина (пор. християнське причастя). Відбувався також обряд тавроболій: учасник обряду спускався в рів під поміст, на якому заколювали бика, між щілинами настилу стікала кров і кропила людину. Особливо популярним культ Аттіса був за владарювання Калігули та Клавдія; 
2) син Геракла й Омфали (за Геродотом, син царя меонів Манеса), батько Тірренія й Лідія; 
3) син лідійського царя Креза, відомий своєю незвичайною любов’ю до батька й відданістю йому. Був німий від народження; одного разу під час бою побачив воїна з піднесеним над головою батька мечем і закричав: «Воїне, не вбивай Креза!»; 
4) Атій — молодий троянець, товариш Енея, який прибув з ним до Італії і став родоначальником римського плебейського роду Атіїв.